# Syneches acutatus
Syneches acutatus är en tvåvingeart som beskrevs av Saigusa och Yang 2003. Syneches acutatus ingår i släktet Syneches och familjen puckeldansflugor. Inga underarter finns listade i Catalogue of Life.